# Barış Örücü
Barış Örücü (* 10. Mai 1992 in Krefeld) ist ein deutsch-türkischer Fußballspieler.

## Karriere

### Verein
Örücü spielte im Jugendbereich bei Union Krefeld, Bayer 04 Leverkusen und dem MSV Duisburg. 2011 wechselte er in die Türkei zu Bursaspor und debütierte am 30. Oktober 2011 bei einem 0:0-Unentschieden gegen Manisaspor in der Süper Lig.
Zur Saison 2013/14 wechselte er zusammen mit seinem Mannschaftskollegen Ahmet Arı nach Denizlispor. Hier entwickelte er sich zu einem Stammspieler und wurde für die Mannschaft unverzichtbar. Durch seine guten Leistungen weckte er auch das Interesse einiger türkischer Erstligisten. Da Denizlispor in der Rückrunde viele Spielergehälter nicht (beziehungsweise nur zum Teil) gezahlt hatte, verließ Örücü nach der Saison die Mannschaft und wechselte im Juni 2014 zum Erstligisten Torku Konyaspor.
Im Sommer 2015 wechselte er zum Zweitligisten Alanyaspor. Mit 23 Einsätzen und fünf Toren war er maßgeblich an dem Aufstieg in die Süper Lig beteiligt. Der Verein gewann im Playoff-Finale gegen Adana Demirspor und sicherte sich damit den letzten Aufstiegsplatz zur ersten Liga. Zur Saison 2016/17 wechselte er zu seinem ehemaligen Verein Denizlispor zurück und unterschrieb für ein Jahr. Der Vertrag des Publikumslieblings wurde in der Sommerpause 2017 um ein weiteres Jahr verlängert.
Nach insgesamt 98 Meisterschaftseinsätzen und 18 Toren für Denizlispor in den Spielzeiten 2013/14, 2016/17 und 2017/18 folgte Örücü seinem ehemaligen Trainer Fatih Tekke nach İstanbulspor und unterschrieb dort einen Vertrag für die Saison 2018/19.

### Nationalmannschaft
Er bestritt unter Marco Pezzaiuoli in der Saison 2009/10 fünf Partien für die deutsche U-18-Nationalmannschaft. Nach seinen guten Leistungen bei Denizlispor und Torku Konyaspor wurde Örücü für die türkische U-23-Nationalmannschaft berufen. Er wurde im Spiel gegen die englische U-23-Auswahl in der 81. Spielminute eingewechselt.

## Erfolge
Alanyaspor
- Aufstieg in die Süper Lig: 2015/16